# Tatjana Aleksejeva
Tatjana Petrovna Aleksejeva (rusko Татьяна Петровна Алексеева), ruska atletinja, * 7. oktober 1963, Novosibirsk, Sovjetska zveza.
Ni nastopila na poletnih olimpijskih igrah. Na svetovnih prvenstvih je osvojila naslov prvakinje v štafeti 4x400 m leta 1991 in podprvakinje leta 1993, na svetovnih dvoranskih prvenstvih pa naslov prvakinje v isti disciplini leta 1997 in podprvakinje v teku na 400 m leta 1993.